# La Granja de la Costera
La Granja de la Costera (en valencien et en castillan) est une commune d'Espagne de la province de Valence dans la Communauté valencienne. Elle est située dans la comarque de la Costera et dans la zone à prédominance linguistique valencienne.

## Géographie

Localisation de La Granja de la Costera
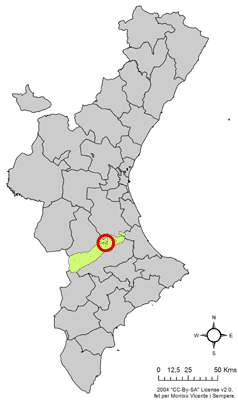
dans la Communauté valencienne.
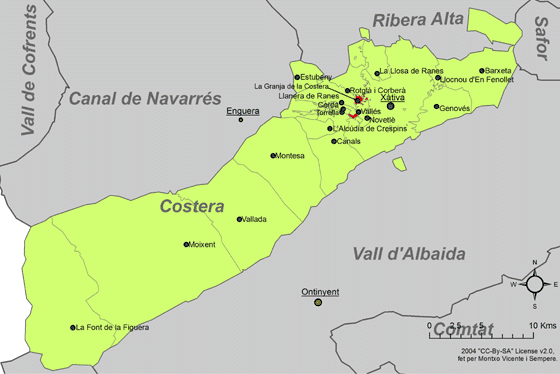
dans la comarque de la Costera.

### Localités limitrophes
Le territoire communal de La Granja de la Costera est voisin de celui des communes suivantes :
Canals, Cerdà, Llanera de Ranes, Novelé, Rotglà i Corberà, Torrella, Vallés et Xàtiva, toutes situées dans la province de Valence.

## Démographie
| 1990 | 1992 | 1994 | 1996 | 1998 | 2000 | 2002 | 2004 | 2005 |
| ---- | ---- | ---- | ---- | ---- | ---- | ---- | ---- | ---- |
| 385  | 363  | 364  | 363  | 357  | 360  | 355  | 342  | 351  |

## Administration
Liste des maires, depuis les premières élections démocratiques.
| Législature | Nom du Maire                                   | Parti politique |
| ----------- | ---------------------------------------------- | --------------- |
| 1979-1983   | José Aznar Climent                             | Indépendant     |
| 1983-1987   | José Aznar Climent                             | PSPV-PSOE       |
| 1987-1991   | Josep-Miquel Mollà i Ribes / Antonio Tomás Mas | UPV / PSPV-PSOE |
| 1991-1995   | Vicente Palop Climent                          | UV              |
| 1995-1999   | Vicente Palop Climent                          | PP              |
| 1999-2003   | Vicente Palop Climent                          | PP              |
| 2003-2007   | Vicente Palop Climent                          | PP              |
| 2007-2011   | Juan Carlos Garrido Calabuig                   | PSPV-PSOE       |
| 2011-2015   | Juan Carlos Garrido Calabuig                   | PSPV-PSOE       |
| 2015-2019   | Juan Carlos Garrido Calabuig                   | PSPV-PSOE       |
| 2019-2023   | José Miguel Marín Fernández                    | PP              |
| 2023-       | José Miguel Marín Fernández                    | PP              |

### Sources
- (es) Cet article est partiellement ou en totalité issu de l’article de Wikipédia en espagnol intitulé « La Granja de la Costera » (voir la liste des auteurs).